# Paul Stookey
Noel Paul Stookey (Baltimore, Maryland; 30 de diciembre de 1937) es un cantautor estadounidense famoso por ser miembro del trío folk de los años 60 Peter, Paul and Mary; sin embargo, durante toda su vida se le ha conocido por su nombre de pila, Noel. En la actualidad, sigue trabajando como cantante y activista, actuando en solitario y, ocasionalmente, con su antiguo compañero de banda Peter Yarrow.

## Primeros años
Stookey nació en Baltimore (Maryland, Estados Unidos). Su familia se trasladó a Birmingham, Míchigan, cuando él tenía 12 años, y se graduó en el Birmingham High School (ahora Seaholm High School) en 1955.
Stookey es antiguo alumno de la Universidad Estatal de Míchigan (MSU) en East Lansing, Míchigan. Mientras estudiaba en la MSU, ingresó en la fraternidad Delta Upsilon. Aunque atribuye su obra a un profundo núcleo espiritual, Stookey "desmintió los informes que afirmaban que había nacido budista, diciendo que su madre era católica romana y su padre un exmormón" y recordando la "ecléctica asistencia a la iglesia" de su familia. No tuve un verdadero sentido espiritual hasta los 30 años'".

## Carrera musical

### Peter, Paul and Mary
Actuando como Paul en el trío Peter, Paul and Mary, participó en uno de los conjuntos más conocidos de la fase de la década de 1960 del renacimiento de la música folk estadounidense, e incluyó algunas de sus canciones en solitario y extensos monólogos en sus actuaciones y grabaciones.
Una de las canciones de Stookey, "Norman Normal", que apareció en The Peter, Paul and Mary Album (1966), inspiró un dibujo animado de Warner Bros. titulado también Norman Normal (1968). Stookey coescribió la historia del dibujo animado y puso voz a varios de los personajes.
Además de sus grabaciones con el trío, publicó varios trabajos en solitario, varios álbumes con el conjunto Bodyworks y algunas antologías. Fue un artista importante del joven movimiento Jesus Music, que más tarde se convertiría en la industria de la música cristiana, aunque sus opiniones políticas, generalmente liberales, lo distinguen de muchos de esos artistas.
En 1986, Stookey se asoció con Jim Newton, Paul G. Hill y Denny Bouchard en Celebration Shop, en Texas. La empresa, conocida ahora como Kidlinks, utiliza composiciones musicales originales como terapia musical para atender las necesidades especiales de los niños. La empresa ha producido tres CD infantiles galardonados que se utilizan en hospitales, campamentos médicos y hogares de todo el país.
Stookey recibió el Kate Wolf Memorial Award de la World Folk Music Association en 2000.

### Carrera en solitario
Durante 1971 y 1972, Warner publicó un álbum debut en solitario de cada miembro del grupo. Cada uno de ellos tenía una portada de estilo similar. El álbum de Stookey "Paul, and" fue el más alto de los tres en las listas musicales, alcanzando el número 42 en la lista Billboard 200 de Estados Unidos en septiembre de 1971.
La composición más conocida de Stookey, "The Wedding Song (There Is Love)", se incluyó en su álbum debut en solitario. La canción también se publicó como sencillo, que alcanzó el número 24 en la lista Billboard Hot 100. Escribió la canción como regalo de bodas para Peter Yarrow, y se negó a interpretarla para el público hasta que Yarrow se la pidió en un concierto en el que estaba presente su esposa. Stookey cedió los derechos de autor de esta canción a la Public Domain Foundation (PDF), una organización sin ánimo de lucro 501(c)3.

### Carrera posterior
Paul actuó como miembro de Peter, Paul and Mary hasta la muerte de Mary en septiembre de 2009. Su trabajo después de Peter, Paul and Mary ha hecho hincapié en su fe, su vida familiar y sus preocupaciones sociales. Sigue activo en la industria musical, actuando en solitario y ocasionalmente con Peter Yarrow.
En 2000, Noel y su hija, Elizabeth Stookey Sunde, fundaron la organización sin ánimo de lucro Music to Life (Música para la vida), que se basa en el sólido legado histórico del uso intencionado de la música por parte de los movimientos sociales para educar, reclutar y movilizar. M2L revitaliza la música para hacer frente a los retos del mundo moderno y revolucionar el papel que pueden desempeñar los artistas activistas para acelerar el cambio social. Music to Life comprende la complejidad de las causas contemporáneas y la diversidad de los géneros musicales. Combinan este conocimiento con tecnologías multimedia y técnicas de programación para desarrollar experiencias musicales únicas que amplifiquen el mensaje de una organización, despierten el compromiso con una causa y capaciten a los artistas activistas para situarse en primera línea del cambio social.
En enero de 2011, centrado en el Día de Martin Luther King Jr., Stookey participó en varios actos en el Dartmouth College que celebraban la vida de King, entre ellos "Música para el cambio social con Noel Paul Stookey y compañía".

### Producción
También ha producido una amplia gama de álbumes, entre ellos los del saxofonista de jazz Paul Winter, el cómico Tim Sample y varios cantautores, como Dave Mallett, Michael Kelly Blanchard y Gordon Bok. Fue el fundador del sello discográfico Neworld Multimedia.

## Vida personal
Stookey se casó con Elizabeth "Betty" Bannard en 1963 y tienen tres hijas. Tras criar a su familia en Blue Hill, Maine, la pareja vivió varios años en Massachusetts mientras Betty ejercía de capellán de la Northfield Mount Hermon School y regresaron a Maine en 2005. Stookey siguió grabando sus álbumes en solitario en su estudio privado -un gallinero reconvertido de cuatro plantas- de su propiedad de Maine. Este estudio, conocido como "The Henhouse" (el gallinero), fue también el punto de origen de las primeras emisiones de WERU tras la creación de esa emisora en 1988.